# Прапор Автономної Республіки Крим
Пра́пор Автоно́мної Респу́бліки Кри́м є полотнищем, що складається з трьох горизонтально розташованих кольорових смуг: верхньої — синього кольору, складовою однієї шостої ширини прапора; середньої — білого кольору, складовою чотири шостих ширини прапора; нижньої — червоного кольору, складовою однієї шостої ширини прапора. Співвідношення сторін 1:2. Затверджений 24 вересня 1992 року.

## Історія
Прапором Кримського Ханства був синій прапор зі срібною тамгою.
Прапор Кримської Демократичної Республіки був блакитний.
Під окупацією червоних прапор був ідентичний прапорам радянських республік.

Прапор Кримського Ханства (15 ст.)
Прапор Кримської Демократичної Республіки (1917-1918)
Прапор Кримської АРСР (1921-1929)
Прапор Кримської АРСР (1929-1938)
Прапор Кримської АРСР (1938-1941)

## Проєкти
Прапор спочатку був затверджений 24 вересня 1992 як державний прапор Республіки Крим у складі України.
21 квітня 1999 року зазначений закон був скасований, а кримський прапор зразка 1992 року був затверджений прапором Автономної Республіки Крим.

1-й варіант
2-й варіант
3-й варіант
4-й варіант
Прапор кримських татар

## Опис
При піднятті прапора Криму в вертикальному положенні зліва повинна бути розташована синя смуга, посередині - біла, праворуч - червона.
Ширина прапора дорівнює одному метру, довжина - двом метрам, довжина древка прапора - трьом цілим і чотирьом десятим метра.
Прапор Криму або його зображення може бути і інших розмірів, проте в усіх випадках відношення ширини прапора до його довжини повинно бути витримано в масштабі 1: 2, а відношення довжини прапора до довжини древка прапора - в масштабі 1: 1,7.
Прапор Криму і його зображення завжди повинні відповідати кольоровому еталонному зображенню прапора.